# Monachi
Els mono són una tribu amerindia del grup uto-asteca, també anomenada monachi. El seu nom potser ve del castellà mono (mico) o del yokut monai (mosca). Es divideix en dos grups, els de l'est i els de l'oest.

## Localització
Vivien a Califòrnia, amb els bannock i paiute del nord. Els de l'est ocupaven la vall d'Owens i els de l'Oest el cinturó de pinedes de Sierra Nevada, al sud de Bridgeport (Califòrnia), la conca del Mono i la Gran Conca. Actualment ocupen les reserves de Big Sands, Cold Springs, Sierra i North Fork.
Al llarg de la seva història han estat coneguts com a "mona," "monache," o "northfork mono," com ha recollit E.W. Gifford, un etnògraf que va estudiar els pobles que vivien al marge del riu San Joaquin en 1910. Els seus veïns yokut els anomenaven monachie que vol dir "poble mosca" perquè les larves de mosca eren el seu principal aliment i article de comerç. Això va evolucionar a Mono.
Els mono s'anomenen a si mateixos nyyhmy en mono; un mono sense barreja d'altres ètnies s'anomena cawu h nyyhmy.
Avui en dia, molts dels ciutadans tribals i descendents de la tribu mono viuen a la ciutat de North Fork (d'ací el nom "Northfork Mono") al comtat de Madera. Altres membres de la tribu s'han establit al llarg de Califòrnia en la vall d'Owens; la vall de San Joaquín i la zona de turons, especialment al comtat de Fresno i a l'àrea de la Badia de San Francisco.

## Demografia
Les estimacions de les poblacions de la majoria dels grups nadius a Califòrnia anterior al contacte han variat substancialment. Alfred L. Kroeber (1925:883) va suggerir que el 1770 la població dels mono era de 4.000 individus. Sherburne F. Cook estableix la població dels mono occidental d'uns 1.800 individus.
Segons dades del cens dels Estats Units del 2000 hi havia 2.920 individus censats com a mono. Els Mono Cold Springs tenen 275 membres tribals. Els mono de Northfork en registraren 1.800, cosa que els fa el grup més nombrós d'amerindis californians. Els mono Big Sandy tenen uns 495 membres. La banda Big Pine té 462 membres tribals, però és difícil determinar quants d'ells són mono.

## Llengua
Els mono parlen el mono, que forma part de la branca de les llengües numic de la família lingüística uto-asteca. La llengua nadiua dels mono és coneguda com a «nim». Per exemple: «Mun a hoo e boso. Mun a hoo e num. Mun a hoo to e hun noh pa teh» es pot traduir com a «Hola als meus amics. Hola al poble mono. Hola a la gent de tot arreu.»

## Costums
Els de l'oest tenien una cultura similar a la dels yokut, mentre que els de l'est tenien trets més similars als dels paiute i als indis de les planures.
Històricament han mantingut entre ells un comerç força actiu. Els de l'est canviaven sal, nous de pinyó, cistells i metzines per farina d'aglà, cistells i canyes per a fletxes.
Llur organització social era simple: petits pobles o viles permanents de 50 a 75 persones organitzades en famílies patrilinials i distribuïdes sobre àrees de cacera definides molt vagament. Els dos clans de la tribu del North Fork estan representats per l'àguila reial i el coiot. Encara que el poder del capitost no era precisament absolut, hom demanava el seu consentiment per a tots els afers relacionats amb la religió i la guerra. Les seves principals responsabilitats consistien a apaivagar disputes o punir els assassinats per venjança.
Una altra font d'ordre era el respecte i la por als encanteris dels xamans. El xamanisme era innegable i esdevenia un fenomen polític, una segura significació de poder. El capitost aconseguia assegurar el seu poder polític si s'aliava a un xaman poderós. Un altre ofici essencial, associat al de xaman i capitost amb certs llinatges, era el missatger, qui actuava com a mitjancer entre el capitost i el seu poble, com a emissari davant altres capitosts i com a assistent general del capitost.
Ron Goode és el cap tribal de la tribu Mono de North Fork, que no està reconeguda federalment. La Ranxeria North Fork dels indis Mono és una tribu reconeguda federalment i el seu portaveu és Elaine Fink. El cap de la Ranxeria Cold Springs és Robert Marquez i el de la Ranxeria Big Sandy és Elizabeth Kipp, ambdues tribus reconegudes federalment.
Les cerimònies es realitzen al Museu Sierra Mono a North Fork (Califòrnia), i se celebra una Fira Índia Anyal el primer cap de setmana d'agost de cada any per tal de reviure les tradicions i rituals tribals per a reforçar els lligams tribals i atraure turistes.

## Història
Eren relativament aïllats fins a l'arribada dels primers colons amb la febre d'or del 1849, el territori havia format part de la Nova Espanya fins al 1821, quan va passar a Mèxic, i després als EUA quan aquests van prendre Califòrnia als mexicans mercè el Tractat de Guadalupe Hidalgo del 1848. Van tenir poc contacte amb espanyols i mexicans. Des del 1852 foren forçats a cedir més de 7,5 milions d'acres de llurs terres. El 1905 se’ls va establir en reserves, però fins al 1983 no foren reconegudes a nivell federal les ranxeries de Big Sandy i North Folk.
Gaylen Lee (1949) és l'intel·lectual mono més destacat, i escriví Walking Where We Lived (1998) i amb la seva esposa va desenvolupar el Mono Wind Nature Trail in North Fork (Califòrnia).

## Grups tribals
Els mono es divideixen en mono orientals i occidentals, separats aproximadament per la carena de la Sierra. Els mono orientals també són coneguts com a paiute de la vall d'Owens. Els mono occidentals vivien tradicionalment al centre-sud dels turons de Sierra Nevada.

### Mono orientals (paiute de la vall d'Owens)
- Tribu Paiute Big Pine de la vall d'Owens
- Indis paiute-xoixoni de la Colònia Bishop
- Tribu Paiute-Xoixoni de Lone Pine

### Mono occidental (monache o paiute de Llac Mono)
- Ranxeria Big Sandy dels indis mono de Califòrnia
- Ranxeria Cold Springs dels indis mono de Califòrnia
- Ranxeria Northfork dels indis mono de Califòrnia
- Ranxeria Table Mountain de Califòrnia[12]
- Tribu índia Tule River de la Reserva índia Tule River[13]